# Emily Sonnett
Emily Sonnett, née le 25 novembre 1993 à Marietta, est une joueuse internationale américaine de soccer. Elle évolue au poste de défenseure centrale à l'OL Reign.

## Biographie
Elle fait partie des 23 joueuses retenues afin de participer à la Coupe du monde 2019 organisée en France,. En 2023, elle fait partie des 23 joueuses sélectionnées par Vlatko Andonovski pour participer à la coupe du monde.

## Palmarès

### Avec lesÉtats-Unis
- Vainqueur de la Coupe du monde 2019
- Championne olympique en 2024